# Sammy Davis Jr.
Samuel George "Sammy" Davis, Jr. (8. prosinca 1925. – 16. svibnja 1990.) bio je američki plesač, pjevač, komičar, glumac, oponašatelj i multinstrumentalist (vibrafon, truba, bubnjevi).

## Životopis
Rođen je u njujorškom Bronxu, od majke Elvere, portorikanske plesačice stepa i oca Sammya Davisa Starijeg, crnačkog zabavljača. Oba roditelja su mu bili plesači u vodvilju. Kad je bio dijete, odgajala ga je baka s očeve strane. U trećoj godini roditelji mu se rastaju, a otac ga vodi sa sobom na turneje da ne bi izgubio skrbništvo nad njim. Priključuje se ocu i zabavljaču Willu Mastinu, koji ga podučavaju umjetnosti i štite od rasizma, pokušavajući to prikazati kao ljubomoru.
Kad je napunio 18 godina, Sammy se prijavljuje u vojsku i odlazi služiti u Drugi svjetski rat. Međutim, vrlo brzo se uklapa u postrojbu zabavljača. Nakon otpusta, odlazi tražiti umjetnički kruh u Las Vegas. Priključuje se Rat Packu, kojeg vodi njegov stari prijatelj Frank Sinatra .Prvotno ime grupe "the Clan" nije prihvaćeno jer se Sammy usprotivio zbog konotacija na Ku Klux Klan.
Sammy je odbijao nastupati u prostorima koji provode rasnu segregaciju, posebice kada je vidio da u Las Vegasu njegovi kolege umjetnici Nat King Cole i Count Basie mogu nastupati u hotelima, ali tamo ne smiju spavati, a kamoli kockati kao što su to radili bijelci. U filmskoj karijeri snimio je tridesetak filmova, a najpoznatiji su Porgy i Bess i Oceanovih 11. Pojavljivao se i na televiziji, a također je snimao reklame za kavu, aute i mnoge druge stvari.
U mnoge njegove strasti spadalo je i oružje, kojim je vrlo spretno rukovao. Često je iskazivao taj svoj talent. Nastupao je na kvizovima, a snimio je i naslovnu pjesmu za tv-seriju Baretta. 19. studenog 1954., vraćajući se s nastupa u Vegasu, prema Los Angelesu doživio je prometnu nesreću u kojoj je gotovo poginuo. Izgubio je lijevo oko, kojeg je zamijenio staklenom protezom i nosio je do kraja života. Prije proteze, 6 mjeseci nosi je crni povez. Nakon nesreće, na savjet prijatelja, preobratio se na židovstvo.
Ženio se tri puta, i imao četvero djece. Kada je drugi put oženio bjelkinju, primao je prijeteće poruke pune mržnje. Prije prvog braka bio je u vezi s Kim Novak, pa je šef studija za koji je radila pozvao u pomoć prijatelja mafijaša. Ovaj je sredio njegovu otmicu na par sati da bi ga prepao. Imao je i kratku vezu s Lolom Falanom, zbog koje mu se raspao drugi brak sa Šveđankom May Britt.
Bio je i vrstan fotograf, a najbolje njegove fotografije prikazuju njegovu obitelj. No,znao je slikavati i svoje prijatelje i poznanike. Što se tiče njegovih političkih uvjerenja, cijelog života bio je demokrat, ali tijekom predsjednikovanja Johna Kennedyja maknut je s popisa za inauguralnu večeru koji je organizirao Frank Sinatra, zbog druge supruge. Podupro je Nixona, javno ga zagrlivši i prespavavši u Bijeloj kući. Kasnije je nastavio glasati za demokrate. Sudjelovao je na Maršu na Wahington.
Njegovi najveći hitovi su pjesme "I've Gotta Be Me" i "Candy Man". Imao je i neuspjelu suradnju s kućom Motown. Nastupao je i u mjuziklima.
Dva puta bio je voditelj dodjele Oskara. Prvi put su mu partneri bili Helen Hayes, Alan King i Jack Lemmon, a drugi pur Bob Hope, Shirley MacLaine i Frank Sinatra. Sammy Davis Jr. umro je na Beverly Hillsu od raka grla u 64. godini. Nadživjela ga je supruga, djeca, majka i baka. Operacija mu je mogla spasiti život, ali nije se htio odreći svog glasa. Prije smrti posjetio ga je njegov nasljednik Gregory Hines.

## Vanjske poveznice
- Sammy Davis, Jr. na Internet Broadway Databaseu (engl.)
- Sammy Davis, Jr. u internetskoj bazi filmova IMDb-u (engl.)